# Eckkopf
Der Eckkopf ist ein 516 m ü. NHN hoher Berg im Pfälzerwald (Rheinland-Pfalz). Auf seinem Rücken steht ein Aussichtsturm, der 25 m hohe Eckkopfturm, daneben eine Gaststätte.

## Geographie

### Lage
Der Eckkopfgipfel erhebt sich auf der Waldgemarkung der pfälzischen Landstadt Deidesheim und etwa 3 km westnordwestlich von deren Wohnbebauung in der Haardt, wie der Ostrand des Pfälzerwalds genannt wird. Wenige Meter nördlich des Gipfels beginnt die Waldgemarkung der Kleinstadt Wachenheim.

### Naturräumliche Zuordnung
Der Eckkopf gehört zum Naturraum Pfälzerwald, der in der Systematik des von Emil Meynen und Josef Schmithüsen herausgegebenen Handbuchs der naturräumlichen Gliederung Deutschlands und seiner Nachfolgepublikationen als Großregion 3. Ordnung klassifiziert ist. Nach der Binnengliederung des Naturraums gehört er zum Mittleren Pfälzerwald und zum Gebirgszug der Haardt, die den Pfälzerwald von der Oberrheinischen Tiefebene abgrenzt.
In der Hierarchie der Naturräume liegt der Eckkopf damit in folgender Schachtelung:
- Großregion 1. Ordnung: Schichtstufenland beiderseits des Oberrheingrabens
- Großregion 2. Ordnung: Pfälzisch-Saarländisches Schichtstufenland
- Großregion 3. Ordnung: Pfälzerwald
- Region 4. Ordnung (Haupteinheit): Mittlerer Pfälzerwald
- Region 5. Ordnung: Haardt

### Gewässer

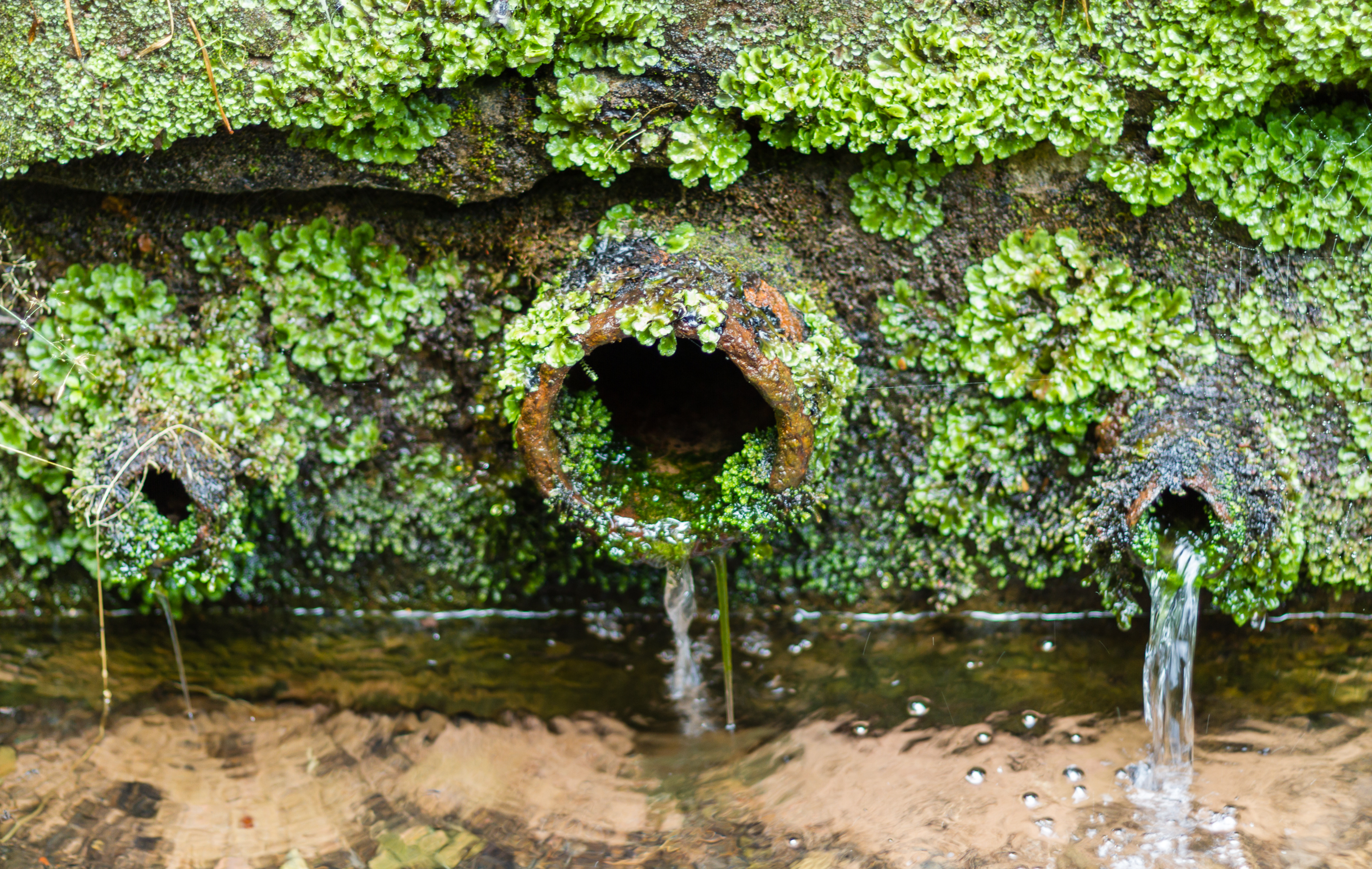
Weinbachspring
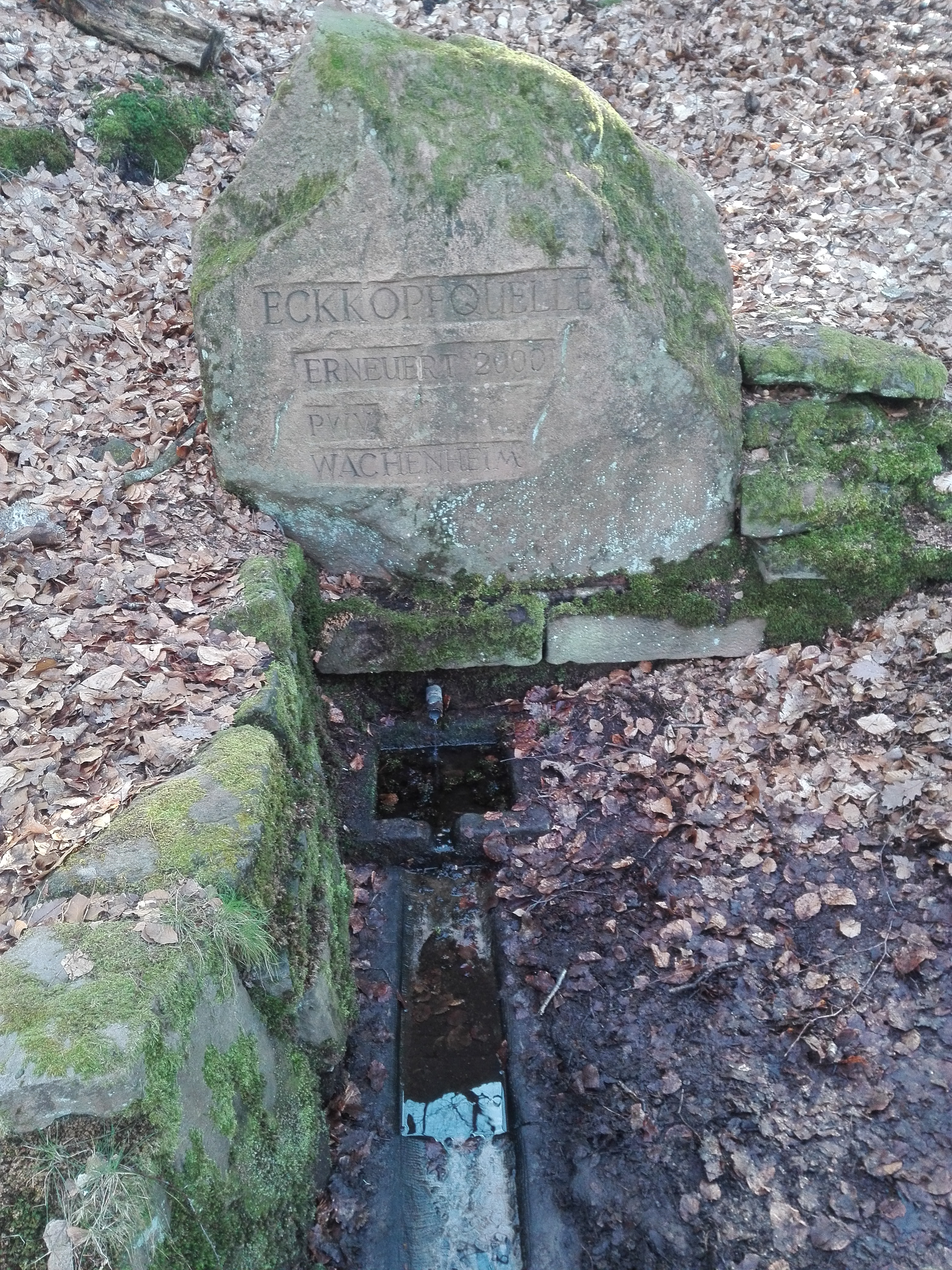
Eckkopfquelle

Im Umkreis von einigen hundert Metern entspringen an den Hängen des Eckkopfs mehrere kleine Gewässer,
- im Osten der gut 4 km lange Moosbach, auch Bach aus dem Sensental, der im nördlichen Bereich von Deidesheim die Ebene erreicht und über den Alten Weinbach zur Marlach abfließt,
- im Süden aus dem Weinbachspring der knapp 8 km lange Weinbach, der zunächst südlich parallel zum Moosbach durch Deidesheim fließt, ehe er von links in die Marlach mündet,
- im Nordwesten nahe beieinander die Eckkopfquelle und der Ursprung des 1 km langen Bachs aus der Liebentesch, eines schwachen rechten Zuflusses des nahezu 10 km langen Wachenheimer Bachs, der gleichfalls zur Marlach abfließt.

## Geschichte
Über den Eckkopf, der 1747 noch Langenberg genannt wurde, verläuft die Grenze zwischen den Städten Wachenheim und Deidesheim, daran erinnern alte Grenzsteine und Loogfelsen nahe dem Gipfel; die Grenze trennte früher sowohl das Hochstift Speyer von der Kurpfalz als auch die dritte von der vierten Haardtgeraiden. Auf der Wachenheimer Seite der Grenze liegt ferner ein mit Ritzzeichnungen markierter Stein, der wohl als Wegweiser fungierte und Christophel-Schuh genannt wird.

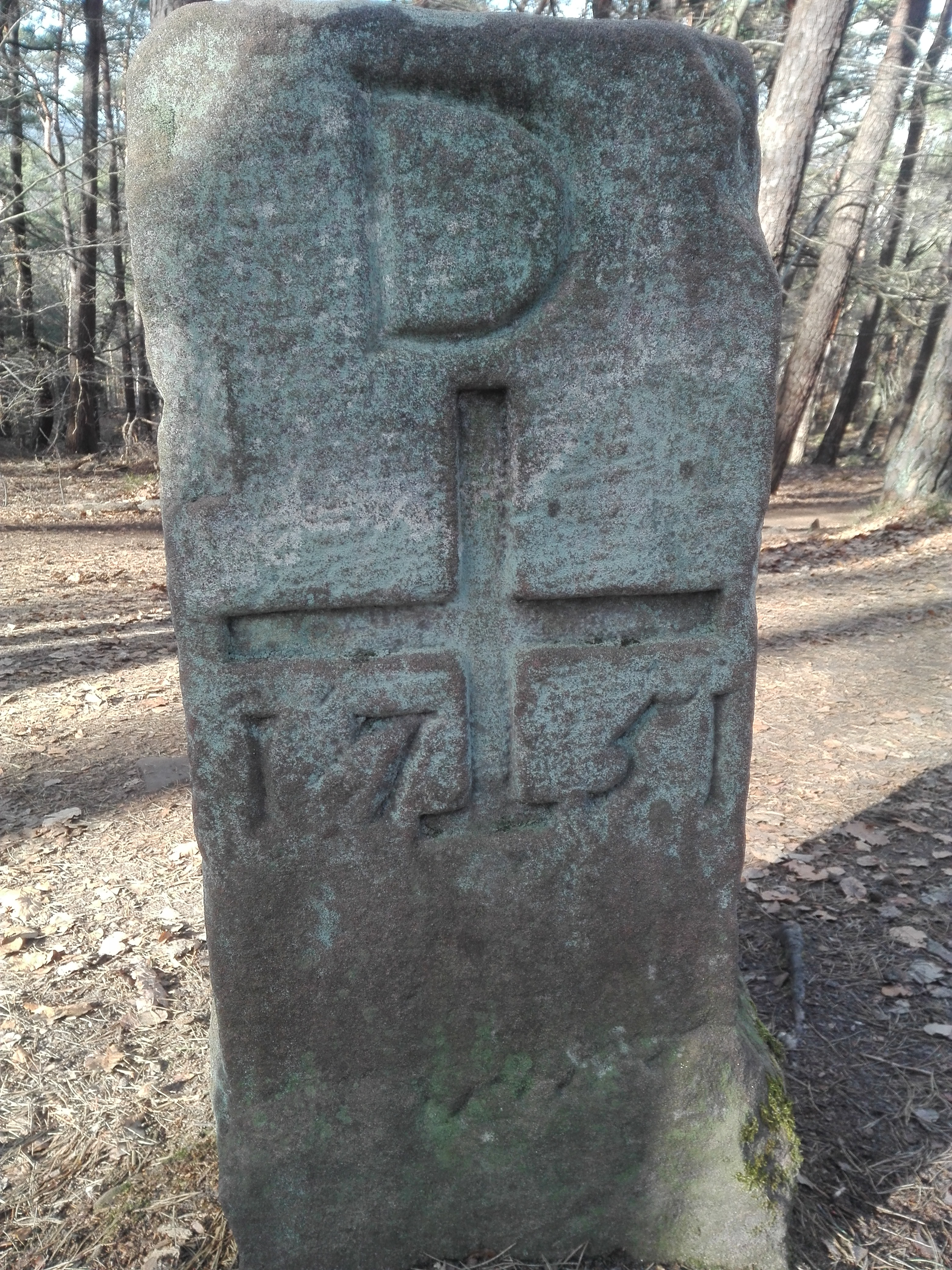
Grenzstein
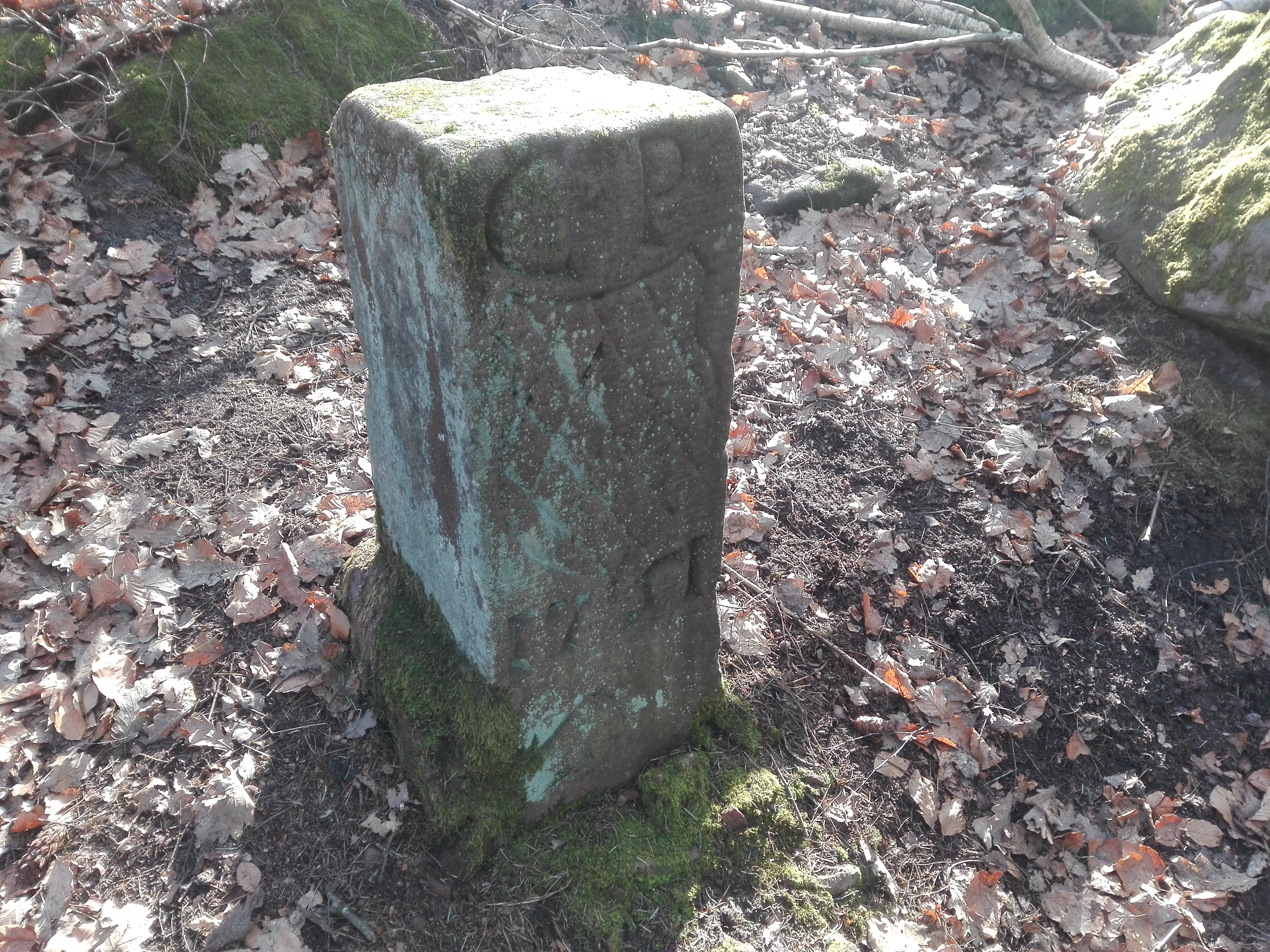
Grenzstein
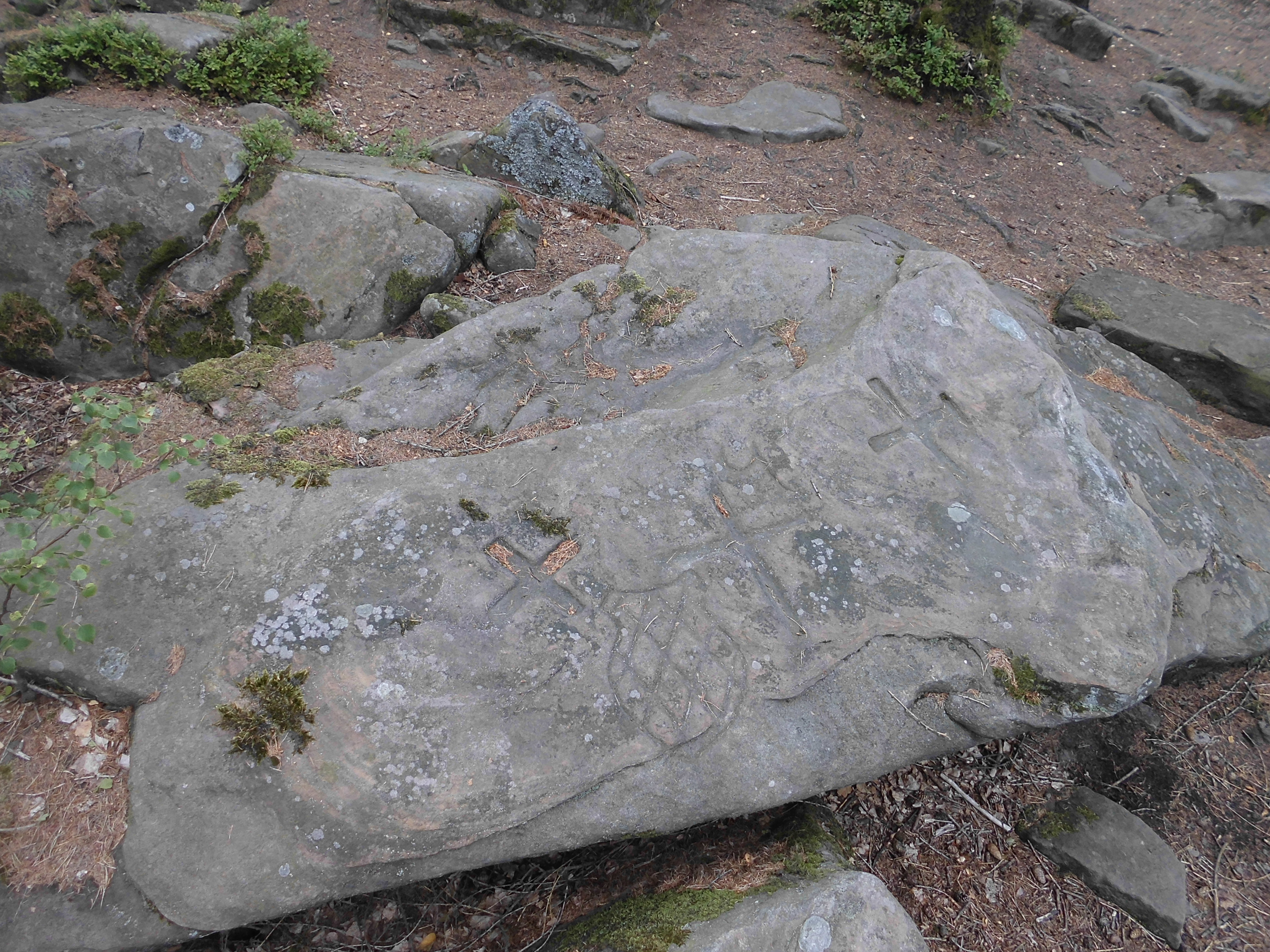
Loogfels
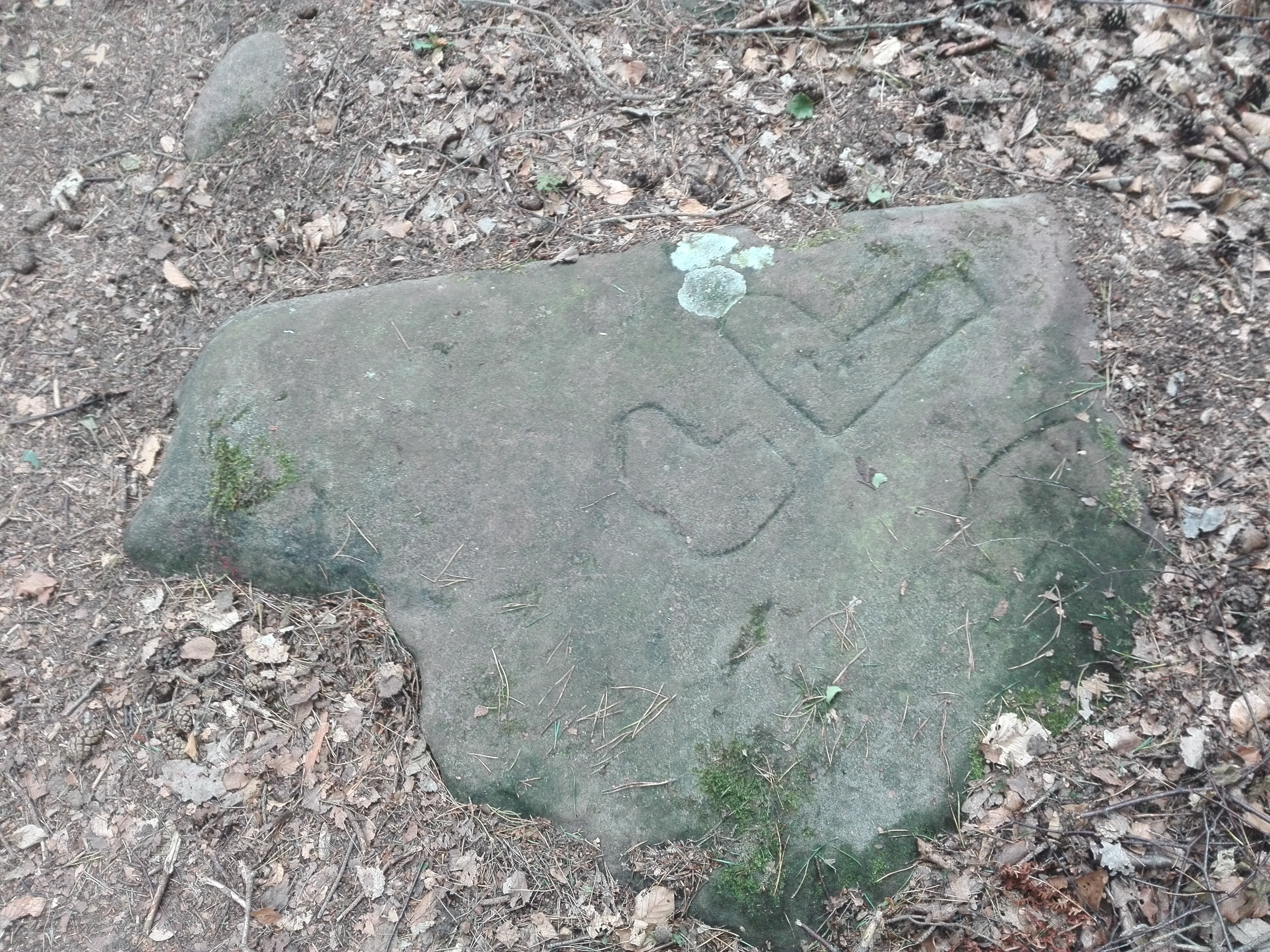
Christophel-Schuh

Am 27. Februar 1982 besuchte der damalige Bundespräsident Karl Carstens im Rahmen seiner bundesweiten Wanderungen auch den Eckkopf; er wurde dabei vom seinerzeitigen Ministerpräsidenten von Rheinland-Pfalz, Bernhard Vogel, und etwa 1500 Wanderern begleitet. Die Strecke führte vom Kloster Limburg (Bad Dürkheim) über den Eckkopf und die Heidenlöcher zum Historischen Rathaus in Deidesheim.

## Tourismus
Der Eckkopf ist erreichbar über Wanderwege, die der Pfälzerwald-Verein mit Markierungen versehen hat. Einen weiten Rundumblick, vor allem einen Ausblick über die Rheinebene hinweg, ermöglicht der Eckkopfturm. Die benachbarte Gaststätte ist an den meisten Wochenenden und an einigen Feiertagen geöffnet. Sie wird von verschiedenen Vereinen der näheren Umgebung bewirtschaftet, die ehrenamtlich tätig sind. Die Termine werden von der Verbandsgemeinde Deidesheim unter den Vereinen verlost. Jeder Verein hat für das Bewirtschaftungsrecht ein Entgelt zu entrichten, das die Verbandsgemeinde zur Instandhaltung der Gaststätte verwendet.